# Endromopoda nigricoxis
Endromopoda nigricoxis är en stekelart som först beskrevs av Ulbricht 1910.  Endromopoda nigricoxis ingår i släktet Endromopoda och familjen brokparasitsteklar. Utöver nominatformen finns också underarten E. n. brunnipalpis.